# Южный тива
Южный тива (англ. Southern Tiwa) — находящийся под угрозой исчезновения кайова-таноанский язык и являющийся диалектом языка тива, на котором говорит народ тива, который проживает в пуэблах Ислета и Сандия (севернее и южнее от города Альбукерке) штата Нью-Мексико и в Ислета-дель-Сур штата Техас в США. Имеет диалекты ислета и тандия. Народ тива переходит на английский язык.